# Ясмин аль-Кадхи
Ясмин аль-Кадхи — йеменская журналистка, спасающая детей-солдат. В марте 2020 года она получила Международную женскую премию за отвагу.

## Жизнь
Она родилась примерно в 1986 году и выросла в сельской местности. Её отец поощрял её думать о карьере, несмотря на критику, с которой он столкнулся за то, что позволил своим дочерям работать. Ясмин училась в университете в Сане.
Она работала в местных газетах, была одной из первых, кто выступил на «Площади перемен» и стала одной из первых журналисток, сообщавших об «арабской весне» по мере её развития. В 2010 году она и её сестра Энтисар аль-Кадхи создали фонд Marib Girl’s Foundation, но он потерпел неудачу. Его возродили в 2015 году, когда в Йемене разразилась война и сёстры вновь увидели в нём необходимость. Ясмин потеряла своего 15-тилетнего племянника в армии. Давление сверстников заставило его подать заявку, и рекрутеры не стали отказывать ему из-за возраста.
Ясмин и её сестра работают с йеменской армией, чтобы сократить количество детей-солдат. Они стремятся предотвратить вербовку детей и работают со старшими офицерами, чтобы завербованные дети-солдаты были освобождены.
Ясмин была одной из продюсеров фильма, рассказывающего о проблемах женщин и детей, перемещённых в результате войны. Она знает, что женщины готовы преодолевать большие расстояния, чтобы поступить в университет. Её фонд поощряет работодателей нанимать их, поскольку эти женщины не хотят быть пассивными зрителями будущего Йемена.
4 марта 2020 года госсекретарь США выбрал её для получения Международной женской премии за отвагу. После вручения награды она отправилась в Сан-Диего, где её приветствовали с четырёхдневным визитом, организованным Дипломатическим советом Сан-Диего.